# Wolfgang Behla
Wolfgang Behla (* 13. August 1938 in Rötha; † 22. November 2024) war ein deutscher Fußballspieler und -trainer. In der höchsten Spielklasse des DDR-Fußballs, der Oberliga, spielte er für den SC Rotation Leipzig und die BSG Chemie Leipzig.

## Sportliche Laufbahn

### Gemeinschafts- und Clubstationen
Als Sechsjähriger begann Wolfgang Behla, Straßenfußball zu spielen. Im Alter von elf Jahren gründete er mit Freunden die Pioniergemeinschaft Rötha, die in der Folgezeit Freundschaftsspiele bestritt. 1951 schloss sich Behla der SG Rötha an. Im Alter von zwanzig Jahren wechselte der Stürmer zu SC Rotation Leipzig. Nach einem Jahr in der Reservemannschaft bestritt er 1959 sein erstes Spiel in der Oberligamannschaft.
1963 bei der Umstrukturierung des Leipziger Fußballs war er einer der wenigen Spieler seines Vereins, die nicht dem SC zugeteilt wurden. Stattdessen kam Wolfgang Behla zum sogenannten „Rest von Leipzig“, der bei der BSG Chemie spielte. Trainer Alfred Kunze funktionierte den Mittelstürmer zum Linksaußen um. In der folgenden Spielzeit bestritt Behla alle 28 Pflichtspiele seines Vereins (26 Oberliga- und zwei Pokalspiele). Sein erstes Tor erzielte der „Schuster“ am 3. Spieltag, das 1:0 gegen den SC Chemie Halle war gleichzeitig das Siegtor. Im Rückspiel gegen den gleichen Gegner traf der Leipziger ebenfalls zum einzigen Tor des Tages. Und er war auch am 24. Spieltag gegen den SC Aufbau Magdeburg der einzige Torschütze. Seinen achten Treffer erzielte der Sachse im letzten Saisonspiel zum 1:0, nach dem 2:0-Sieg beim SC Turbine Erfurt stand die BSG Chemie Leipzig als DDR-Fußballmeister fest.
Zwei Jahre später gewannen die Leutzscher mit Wolfgang Behla den FDGB-Pokal. Zur Saison 1967/68 wechselte Wolfgang Behla zu Chemie Böhlen in die drittklassige Bezirksliga und stieg in diesem Spieljahr mit der Betriebssportgemeinschaft in die Liga auf. In den folgenden drei Spielzeiten hatte Behla einen Stammplatz als Stürmer sicher, bestritt jeweils alle Ligaspiele und wurde 1969 mit acht Treffern bester Schütze seiner Mannschaft. In der Saison 1971/72 fiel er aus der Stammelf heraus und bestritt nur neun Punktspiele, ohne ein Tor zu erzielen. Anschließend wechselte Behla zur TSG Chemie Markkleeberg in die viertklassige Bezirksklasse, in der er 1975 seine Karriere als Aktiver beendete. Danach trainierte er bei der TSG noch bis 2004 verschiedene Nachwuchsteams, die 2. Männermannschaft und die Alten Herren.

### Auswahleinsätze
In der Oberligasaison 1965/66 spielte Behla, wie auch bereits 1962/63 und in der Meistersaison der Chemiker, in allen 26 Punktspielen. Mit dieser Konstanz im ostdeutschen Oberhaus machte die Offensivkraft auch die Auswahlverantwortlichen des DFV auf sich aufmerksam. Im Oktober 1965 kam Behla als Auszeichnungen für seine Leistungen im Chemie-Trikot in zwei Partien der DDR-B-Nationalelf zum Einsatz.

### Erfolge
- DDR-Meister: 1964
- FDGB-Pokalsieger: 1966

## Beruflicher Werdegang
Wolfgang Behla machte zunächst eine Lehre als Schuhmacher. Später bildete er sich zum orthopädischen Schuhmacher weiter. 1959 trat er in die PGH Hans Sachs ein, in der er ununterbrochen bis Dezember 2008 blieb.

## Familie
Seine Frau startete unter ihrem Geburtsnamen Erika Allmann 1960 für den SC Rotation Leipzig und wurde DDR-Vizemeisterin über 400 Meter. Diesen Erfolg konnte sie 1963 als Mitglied des SC Leipzig wiederholen. Allmann stand im Kader für die Olympischen Spiele 1964 in Tokio, konnte jedoch wegen der Geburt des gemeinsamen Sohnes nicht daran teilnehmen.